# Caio Cecílio Estrabão
Caio Cecílio Estrabão (em latim: Gaius Caecilius Strabo) foi um senador romano nomeado cônsul sufecto para o nundínio de setembro a dezembro de 105 com Marco Vitório Marcelo. No mesmo ano, processou Corélia Híspula, filha de Quinto Corélio Rufo, cônsul em 78, e amiga de Plínio, o Jovem, que a defendeu. Foi admitido entre os irmãos arvais em 101 e morreu antes do final do reinado de Trajano (117).